# 多蕊木
多蕊木（学名：Schefflera calyptratus）为五加科鹅掌柴属的植物。分布在柬埔寨、老挝、印度、孟加拉、越南、缅甸以及中国大陆的云南等地，生长于海拔1,600米的地区，多生在林中以及其他树木上，目前尚未由人工引种栽培。

## 别名
脱辟木（中国树木分类学）、大七叶莲、龙爪叶（云南土名）